# Kabinett Veltheim
Das Kabinett Veltheim bildete von Herbst 1830 bis 16. März 1848 die von Herzog Wilhelm eingesetzte Landesregierung des Herzogtums Braunschweig.
Als Folge der Julirevolution in Frankreich kam es auch im Herzogtum Braunschweig im September 1830 zu Protesten gegen den selbstherrlich regierenden unbeliebten Herzog Karl II., die in seiner Flucht am 7. September mündeten. Damit handelt es sich gemessen an ihren Zielen um die einzige erfolgreiche Revolution in Deutschland im 19. Jahrhundert. Die Braunschweigische Landesversammlung rief daraufhin Karls Bruder Wilhelm ins Herzogtum, der die Regierung übernahm, was im Mai 1831 auch vom Deutschen Bund anerkannt wurde. Die Regierung entfaltete unter dem beliebten Justiz- und Innenminister Wilhelm von Schleinitz eine umfangreiche Reformtätigkeit, die auch als Revolution von oben bezeichnet wird. Sie zeigte sich unter anderem im Erlass der Neuen Landschaftsordnung als einer neuen Verfassung am 12. Oktober 1832, der Verstaatlichung der Domänen samt Einführung einer Zivilliste, der Einführung der Allgemeinen Städteordnung und Landgemeindeordnung, die mehr Selbstverwaltung ermöglichten, und der Durchsetzung eines neuen Kriminalgesetzbuches 1840.
Mit der Märzrevolution 1848 trat der Vorsitzende Werner Graf von Veltheim zurück und wurde durch von Schleinitz abgelöst.
| Amt                                                                     | Name                   |
| Vorsitzender des Staatsministeriums Auswärtige Angelegenheiten, ab 1831 | Werner von Veltheim    |
| Justiz, Auswärtige Angelegenheiten 1830 – 1831 Inneres, ab 1831         | Wilhelm von Schleinitz |
| Finanzen Handel Kirchen- und Schulangelegenheiten                       | Friedrich Schulz       |